# 傑佛瑞·諾丁
傑佛瑞·諾丁（英語：Jeffrey Richard Nordling，1958年3月11日—）是美國的一位演員。他最著名的作品包括在再續前緣中飾演Jake Manning，在24中飾演Larry Moss，以及在絕望的主婦中飾演Nick Bolen。諾丁出生在紐澤西州里奇伍德。

## 外部連結
- 傑佛瑞·諾丁在互联网电影资料库（IMDb）上的資料（英文）